# جان هنری کامستاک
جان هنری کامستاک (انگلیسی: John Henry Comstock؛ ۲۴ فوریهٔ ۱۸۴۹ – ۲۰ مارس ۱۹۳۱) حشره‌شناس و عنکبوت‌شناس اهل ایالات متحده آمریکا بود.
جان هنری کامستاک فارغ‌التحصیل دانشگاه کرنل در سال ۱۸۷۴ بود و در دانشگاه ییل و دانشگاه لایپزیگ هم تحصیل کرده بود. او از سال ۱۸۷۷ تا ۱۸۷۹ میلادی، حشره‌شناس ارشد وزارت کشاورزی ایالات متحده آمریکا در واشینگتن، دی.سی. بود.
فعالیت‌ها و آثار علمی او سبب شد تا زمینهٔ اولیه برای طبقه‌بندی پروانه‌ها، بیدها و حشرات و شپشک‌های مُرکبات فراهم آید. وی عضو انجمن فیلسوفان آمریکا بود. او در سال 1914 بازنشسته شد، اما به پژوهش‌های خود ادامه داد.